# Luís Romano
Pour les articles homonymes, voir Romano.
Luís Romano de Madeira Melo – ou Luís Romano –, né le 6 octobre 1922 à Ponta do Sol sur l'île de Santo Antão et mort le 22 janvier 2010, à Natal, au Brésil, est un écrivain cap-verdien, poète, romancier et folkloriste, qui a écrit à la fois en portugais et dans sa langue maternelle, le créole du Cap-Vert. Il collabora également à plusieurs périodiques et fonda la revue Morabeza.
Fils de Maria Ernestina Walmon Madeira (1897-1978) et de Rafael Martinho Nobre de Melo (1887-1970), il épouse Maria José Fermino (27/07/1921 - 07/11/2010), fille de Maria do Carmo Fermino et de José Dias Correia, née à Ribeira Brava, sur l'île de São Nicolau. Adhérent aux idées du PAIGC, le parti d'indépendance, dont il fut un des membres directeurs, il est persécuté par la PIDE, la police salazariste et s'exile avec sa femme. Il passe par le Sénégal et la Mauritanie, et séjourne au Maroc, où il travaille comme ingénieur dans l'industrie salinière. Il obtient le droit de résider au Brésil auprès de l'ambassade du Brésil à Casablanca le 27 janvier 1960, avec sa femme . Il revient à Praia en 1975, au moment de l'indépendance, puis retourne définitivement au Brésil. 
Famintos. Romance de um povo est son œuvre maîtresse. Ce roman, écrit en 1940, fut interdit par la censure et dut sortir clandestinement du pays pour être publié au Brésil en 1962. Parmi ses autres écrits les plus connus figure le recueil de poèmes Negrume (Lzimparin), publié à Rio de Janeiro en 1973. 

## Œuvres
- Famintos, romance de um povo (1962, roman en portugais)
- Clima (1963): roman en portugais, créole capverdien et français
- Cabo Verde-Renascença de uma civilização no Atlântico médio (1967)
- Negrume/Lzimparin (1973)
- Ilha (1991)
- Kriolanda - Estigmas, 1999, São Vicente
- Kabverd Civilização e Cultura, 2000, Rio de Janeiro